# Quai de la Photo
Le Quai de la Photo est un centre d'art contemporain consacré à la photographie situé à Paris, en France. Ouvert en 2023, il est installé sur une péniche sur la Seine amarrée au quai de la Gare, au pied de la Bibliothèque nationale de France et face au palais omnisports de Paris-Bercy, juste en aval de la piscine Joséphine-Baker.

## Expositions
- 2023 : Life's a Beach, Martin Parr[1]
- 2025 : Naturalia, Jonk
- 2025 : Superfacial, Audrey Tautou